# Kottelatia brittani
Kottelatia brittani, unico esponente del genere Kottelatia, è un piccolo pesce d'acqua dolce appartenente alla famiglia Cyprinidae.

## Etimologia
Il genere deve il suo nome scientifico all'ittiologo svizzero Maurice Kottelat, omaggiato per i suoi studi (ha descritto oltre 400 specie di pesci).

## Distribuzione ed habitat
Questa specie è diffusa nel Sudest asiatico: in Indonesia e nella penisola malese.

## Descrizione
Presenta un corpo snello e allungato, piuttosto compresso ai fianchi, con occhi grandi e bocca piccola, rivolta verso l'alto. Il profilo dorsale è poco pronunciato, con vertice all'attaccatura della pinna dorsale, mentre il ventre è convesso. Le pinne sono triangolari, la caudale è bilobata. La livrea mostra corpo semitrasparente, con colore di fondo variabile dal grigio opaco al bronzo, con riflessi bruni (verde metallico sul ventre); lungo i fianchi le scaglie presentano orlo bruno, che forma un delicato reticolo, non sempre visibile. Due linee sottili (bronzo e bruno) attraversano orizzontalmente il pesce fino al peduncolo caudale, dove appare un ocello nero circondato di rosso vivo. Le pinne sono trasparenti, con lievi riflessi giallastri. 

Le femmine mature sono leggermente più grandi e presentano ventre più pronunciato dei maschi.

Raggiunge una lunghezza massima di 6 cm.

## Riproduzione
Come gli altri ciprinidi depongono le uova sul fondo, senza dedicare a uova o avannotti alcuna cura parentale. Le uova si schiudono dopo 1 giorno circa. 

## Alimentazione
K. brittani è un predatore: si nutre di invertebrati (vermi, piccoli crostacei e insetti).

## Acquariofilia
Diffusa nel mercato acquariofilo internazionale ma non comune, a volte è commercializzata sotto altri nomi scientifici di specie simili.